# Piotr Rakowski
Piotr Jacek Rakowski (ur. 16 czerwca 1973 Malborku) – polski prawnik, urzędnik i dyplomata, konsul generalny w Sydney (od 2024).

## Życiorys
Piotr Rakowski w 1997 ukończył studia prawnicze na Uniwersytecie Mikołaja Kopernika w Toruniu. Studiował także podyplomowo prawo na Uniwersytecie Środkowoeuropejskim w Budapeszcie oraz zarządzanie w Szkole Głównej Handlowej w Warszawie. W 2007 uzyskał na Uniwersytecie Kardynała Stefana Wyszyńskiego w Warszawie stopień doktora nauk prawnych na podstawie napisanej pod kierunkiem Jana Barcza dysertacji Europejski Urząd Policji Europol. Status prawny, kompetencje i działalność. Jako naukowiec zajmuje się kwestiami przestrzeni wolności, bezpieczeństwa i sprawiedliwości Unii Europejskiej, prawa instytucjonalnego i stosunków zewnętrznych UE oraz problematyką arktyczną.
W 1999 rozpoczął pracę w pionie integracji europejskiej Ministerstwa Spraw Wewnętrznych i Administracji. Był członkiem zespołu negocjacyjnego ds. członkostwa RP w Unii Europejskiej w obszarze „wymiar sprawiedliwości i sprawy wewnętrzne”. W 2002 został członkiem korpusu służby cywilnej. Od 2003 pracował jako I sekretarz i radca w Stałym Przedstawicielstwie RP przy UE w Brukseli, a od 2006 do 2008 jako ekspert narodowy w Sekretariacie Generalnym Rady Unii Europejskiej w Brukseli. Następnie na stanowiskach kierowniczych w MSWiA. W 2010 przeszedł do Ministerstwa Spraw Zagranicznych, gdzie objął kierownictwo referatu w Departamencie Polityki Europejskiej. W latach 2013–2017 pełnił funkcję kierownika Referatu Polityczno-Ekonomicznego Ambasady RP w Dublinie, w tym od 1 sierpnia 2014 do 24 marca 2015 kierował placówką jako chargé d’affaires a.i. Później odpowiadał za problematykę polarną w Departamencie Prawno-Traktatowym MSZ. W latach 2017–2020 oraz 2023–2024 pełnił funkcję tzw. Wyższego Urzędnika Arktycznego przy Radzie Arktycznej. Od 21 września 2020 do grudnia 2021 był Dyrektorem Generalnym Prokuratorii Generalnej RP. Następnie powrócił do DPT MSZ. 12 października 2024 został Konsulem Generalny RP w Sydney.
Wolontariusz Fundacji Sue Ryder, Fundacji Kampania Przeciw Homofobii, Fundacji Ocalenie oraz Fundacji Folkowisko, w ramach której m.in. jeździł z pomocą humanitarną do Ukrainy po rosyjskiej inwazji.
W 2014 „za zasługi w służbie zagranicznej i współpracy międzynarodowej” został odznaczony Brązowym Krzyżem Zasługi.
Jest żonaty i ma syna. Zna angielski i niemiecki.